# Emo af Frisland
Emo af Frisland (frisisk: Emo fan Witewierrum; nederlandsk: Emo van Bloemhof, Emo van Huizinge eller Emo van Friesland; tysk: Emo von Wittewierum) (1175 sandsynligvis i Fivelingo - 1237 i Wittewierum ved Delfzijl) var en groningsk præmonstratenser-munk, der var øjenvidne til stormfloden i 1219.

## Liv og gerning
Emo kom fra Groningen-egnen. Efter at have besøgt skolen i et benediktinerkloster, studerede han kanonisk ret i Paris, fra 1190 i Oxford - under navnet Emo af Frisland er han sammen med sin broder Azzo opteget som den første kendte udenlandske studerende - og i Orléans.
Efter sin tilbagevenden som magister var han skolemester og præst i Huizinge (Loppersum, Groningen). I 1208 indtrådte han i et kloster ved Groningen grundlagt af hans fætter Emo van Romerswerf og udvirkede i 1209 dets tilslutning til Norbert af Xantens orden. Inkorporeringen af kirken i Wierum førte til flytning af klostret til Wittewierum som stedet nu kaldtes efter præmonstratensernes hvide munkekåbe, og en hurtig opstigning i klosteret, der blev forbundet med kvindeklosteret Campus rosarum (Rozenkamp) til en dobbelt kloster. Da biskoppen af Münster Otto 1. af Oldenburg ønskede at omgøre ændringen af kirken i Wierum, rejste Emo til Rom for at for pave Innocens 3. gennemføre sit ønske. I 1213 blev klostret formelt etableret under navnet Hortus Floridus (Bloemhof).

### Diger og oversvømmelser
Konfrontation med bønderne, der krævede, at klosteret skulle opfylde opgaven at vedligeholde hele diget på grund af sin beliggenhed lige på diget af Ems forværker, endte med et kompromis: hver grundejer var forpligtet til at vedligeholde sin del af diget. Den første stormflod den 16. januar 1219 overlevede klosteret tilsyneladende uskadt, mens nonnerne i klosteret kun kunne redde deres liv. Selvom Emo forsøgte at fastslå årsagerne til oversvømmelsen naturfilosofi ud fra læren om de fire elementer, så han alligevel oversvømmelsen som en straf fra Gud for de mennesker, især for de landmænd, der nægtede at udføre deres opgaver. Ikke desto mindre tvang ordenen de af stadigt nye oversvømmelser i det følgende år hårdt pressede landmænd til aktivt at reparere digerne.

### Striden med biskoppen
I 1225 blev Emo abbed af klostret. Der indrettede han et stort bibliotek med værker af kirkefædrene og samtidige teologer. I 1235 førte en tvist med biskoppen Dietrich 3. af Isenberg til, at biskoppen ønskede at få bandlyst Emo. Paven skred ind til fordel for Wittewierum. Biskoppen måtte afskedige sin offizial, der var upopulær i befolkningen, og modtog ikke de nødvendige afgifter.

### Død
Emo døde 1237 under et besøg i kvindeklosteret Campus rosarum.

## Chronicon abbatumi Werum
Hans vigtigste arbejde er skrevet af ham på middelalderens latin og fortsattes af hans efterfølgere Menko og Folkert til 1296 som Chronicon abbatum i Werum. Krøniken begynder med grundlæggelsen af klostret 1213. Det er en rig kilde til historien om middelalderens Frisland, især for regionen Groningen. Krøniken indeholder den eneste øjenvidneberetning om den første stormflod og fortæller om Thomas Olivier, der fra 1210 til 1213 i Frisland virkede for et korstog. Emo videregiver også en rapport fra en ven, der fortæller historien om frisiske deltagere i det 5. korstog i 1217 indtil ankomsten i Akko. Også Stedingerkrigen 1230 behandles.
I fire Soliloquia (selv-beretninger), hvori Emo reflekterer som Augustin af Hippo over egne karriere og teologiske spørgsmål, der giver et indblik i tanker og indre liv hos en middelalderlig religiøs personlighed. Emo stiller sig kritisk til det asketisk-monastiske ideal og sin egen rolle som præst og også spørgsmålet om Simoni fra hinanden. Han gør sig også hans overvejelser om en kvinde, der ville forlade klostret. Hendes beslutning om at vende tilbage til "fængslet" i klostret var for ham et eksempel på menneskets frie vilje.
Fra Chronicon abbatum i Werum befinder sig to velbevarede manuskripter skrevne på pergament fra det 13. og 15. århundrede i arkiverne i Groningen, hvoraf den ene er så gammelt, at det kan være det oprindelige.